# Gondrecourt-le-Château
Gondrecourt-le-Château és un municipi francès situat al departament del Mosa i a la regió del Gran Est. L'any 2007 tenia 1.254 habitants.

## Demografia

### Població
El 2007 la població de fet de Gondrecourt-le-Château era de 1.254 persones. Hi havia 467 famílies, de les quals 153 eren unipersonals (51 homes vivint sols i 102 dones vivint soles), 114 parelles sense fills, 153 parelles amb fills i 47 famílies monoparentals amb fills.
La població ha evolucionat segons el següent gràfic:
Habitants censats

### Habitatges
El 2007 hi havia 596 habitatges, 495 eren l'habitatge principal de la família, 36 eren segones residències i 66 estaven desocupats. 527 eren cases i 68 eren apartaments. Dels 495 habitatges principals, 299 estaven ocupats pels seus propietaris, 183 estaven llogats i ocupats pels llogaters i 13 estaven cedits a títol gratuït; 10 tenien una cambra, 32 en tenien dues, 71 en tenien tres, 136 en tenien quatre i 246 en tenien cinc o més. 397 habitatges disposaven pel capbaix d'una plaça de pàrquing. A 262 habitatges hi havia un automòbil i a 149 n'hi havia dos o més.

### Piràmide de població
La piràmide de població per edats i sexe el 2009 era:
| Homes | Edats   | Dones |
| ----- | ------- | ----- |
| 4     | 95 o +  | 1     |
| 4     | 90 a 94 | 12    |
| 12    | 85 a 89 | 32    |
| 6     | 80 a 84 | 28    |
| 11    | 75 a 79 | 34    |
| 26    | 70 a 74 | 48    |
| 22    | 65 a 69 | 33    |
| 36    | 60 a 64 | 26    |
| 49    | 55 a 59 | 30    |
| 56    | 50 a 54 | 48    |
| 53    | 45 a 49 | 63    |
| 35    | 40 a 44 | 53    |
| 49    | 35 a 39 | 42    |
| 43    | 30 a 34 | 35    |
| 47    | 25 a 29 | 50    |
| 44    | 20 a 24 | 24    |
| 39    | 15 a 19 | 64    |
| 42    | 10 a 14 | 43    |
| 48    | 5 a 9   | 39    |
| 34    | 0 a 4   | 28    |

## Economia
El 2007 la població en edat de treballar era de 764 persones, 507 eren actives i 257 eren inactives. De les 507 persones actives 425 estaven ocupades (265 homes i 160 dones) i 83 estaven aturades (29 homes i 54 dones). De les 257 persones inactives 93 estaven jubilades, 47 estaven estudiant i 117 estaven classificades com a «altres inactius».

### Ingressos
El 2009 a Gondrecourt-le-Château hi havia 499 unitats fiscals que integraven 1.160,5 persones, la mediana anual d'ingressos fiscals per persona era de 15.046 €.

### Activitats econòmiques
Dels 61 establiments que hi havia el 2007, 3 eren d'empreses extractives, 2 d'empreses alimentàries, 5 d'empreses de fabricació d'altres productes industrials, 4 d'empreses de construcció, 12 d'empreses de comerç i reparació d'automòbils, 4 d'empreses de transport, 3 d'empreses d'hostatgeria i restauració, 1 d'una empresa d'informació i comunicació, 4 d'empreses financeres, 6 d'empreses de serveis, 13 d'entitats de l'administració pública i 4 d'empreses classificades com a «altres activitats de serveis».
Dels 15 establiments de servei als particulars que hi havia el 2009, 1 era una oficina d'administració d'Hisenda pública, 1 gendarmeria, 1 oficina de correu, 1 una oficina bancària, 1 funerària, 1 taller de reparació d'automòbils i de material agrícola, 1 autoescola, 1 paleta, 1 fusteria, 1 electricista, 1 perruqueria, 2 veterinaris, 1 restaurant i 1 saló de bellesa.
Dels 6 establiments comercials que hi havia el 2009, 1 era una gran superfície de material de bricolatge, 1 una botiga de més de 120 m², 1 una botiga de menys de 120 m², 1 una fleca, 1 una botiga de roba i 1 una botiga de mobles.
L'any 2000 a Gondrecourt-le-Château hi havia 18 explotacions agrícoles que ocupaven un total de 1.266 hectàrees.

## Equipaments sanitaris i escolars
L'únic equipament sanitari que hi havia el 2009 era una farmàcia.
El 2009 hi havia 1 escola maternal i 1 escola elemental. Gondrecourt-le-Château disposava d'un col·legi d'educació secundària amb 178 alumnes.

## Poblacions més properes
El següent diagrama mostra les poblacions més properes.